# クルーエル・インテンションズ2
『クルーエル・インテンションズ2』 (Cruel Intentions 2) は2000年に製作されたアメリカ映画。『クルーエル・インテンションズ』シリーズ第2作目。前作より過去のエピソードとなっており、前作に比べるとポルノ色が強くなっている。

## ストーリー
いたずら好きの高校生セバスチャンは、校長夫人のヌードを高校のアルバムに載せるなど、悪質な悪戯をする。校長のののしり声を尻目にニューヨークの高校に転校したセバスチャン。父親の再婚相手と同居することになった彼は、異母姉キャスリンに出会う。しかし、彼女はセバスチャンの才能に嫉妬し、彼を破滅させようとする。

## キャスト
※俳優名（役名/声優名）の順。名前の下の文章は役の説明。
ロビン・ダン（セバスチャン/坪井智浩）
主人公。天才だがワル。
エイミー・アダムス（キャスリン・メルトゥイユ/中村千絵）
セバスチャンの異母姉。気性が激しく執念深い。
サラ・トンプソン（ダニエル/小島幸子）
ケリ・リン・プラット（シェリー/藤原美央子）
ミミ・ロジャース （キャスリンの母/金野恵子）
セバスチャンの義母。愛想はいいが、嫉妬深く負けず嫌い。